# Талиця (притока Пізі)
Тали́ця (рос. Талица) — річка в Єловському районі Пермського краю, Росія, права притока Пізі.
Річка починається на північний схід від села Осиновик. Протікає спочатку на південь, в середній течії повертає на південний схід, біля села Мала Талиця знову повертає на південний схід. Нижня течія заболочена. Протікає через лісові масиви тайги. Приймає декілька дрібних приток.
В гирлі однієї з лівих приток розташоване село Мала Талиця. У верхній течії збудовано автомобільний міст.